# Half-Truism
«Half-Truism» és el vint-i-cinquè senzill de la banda californiana The Offspring, el quart extret del seu vuitè àlbum d'estudi Rise and Fall, Rage and Grace (2008).
Aquesta cançó fou estrenada en l'Australian Soundwave Festival (2008), mesos abans del seu llançament. Va aparèixer en el videojoc musical Guitar Hero On Tour: Modern Hits. Només va tenir certa repercussió en les llistes estatunidenques de rock i música alternativa.